# Gordon Merrick
William Gordon Merrick (3 août 1916 - 27 mars 1988) est un acteur de Broadway, officier de terrain de l’OSS durant la guerre et auteur de romans imprégnés du thème de l’homosexualité.

## Biographie

### Jeunesse
William Gordon Merrick naît à Bala Cynwyd en Pennsylvanie, dans la banlieue de Philadelphie en 1916. Son père, Rodney King Merrick, dirige une entreprise de camions puis devient directeur de banque. Sa mère, Mary Cartwright Gordon, est née le 26 juillet 1893 à Natchez dans le Mississippi. Il a un frère aîné, Samuel. Gordon et Samuel sont les arrière-petits-fils du philanthrope de Philadelphie Samuel Vaughn Merrick (en) (1801–1870)[réf. nécessaire].

### Jeune premier au théâtre
Merrick étudie la littérature française à l’université de Princeton en 1936 et joue au théâtre du campus. Il abandonne ses études dès la première année et part à New York où il devient acteur.
Il décroche le rôle de Richard Stanley dans L’Homme qui vint dîner (en) de George S. Kaufman et Moss Hart, notamment grâce à son physique de « jeune premier ». Merrick est l’amant de Hart pendant un certain temps mais se lasse du théâtre, avec ses nuits sans fin à jouer le même rôle.

### Débuts dans l’écriture
En 1941, Merrick quitte Broadway pour devenir journaliste. Exempté de la mobilisation en raison de problèmes auditifs, Merrick s’établit à Washington, où il travaille pour le Washington Star. Il  écrit ensuite pour le Baltimore Sun avant de retourner à New York où il est employé par le New York Post. Ses années en tant que journaliste développent chez lui un amour de l’écriture ainsi qu’un style d’écriture.
Désireux de participer à la Seconde Guerre mondiale, Merrick obtient un emploi au Bureau des services stratégiques (Office of Strategic Services, OSS), l’ancêtre de l’agence centrale de renseignement (Central Intelligence Agency, CIA). Il est envoyé en Algérie comme officier du contre-espionnage, s’élevant au grade civil de capitaine. Il participe ensuite au débarquement de Provence en août 1944. Il s’installe à Cannes. Parlant un français excellent, l’OSS lui forge des faux-papiers de citoyen français. Il fait le relai avec l’agent double du nom de code Forest[réf. nécessaire].
En août 1945, Merrick retourne aux États-Unis. Ne parvenant pas à trouver un nouvel emploi de journaliste, il emménage au Mexique où il commence à écrire des romans. Il achète une maison à Gassin, près de Saint-Tropez, où il vit sept ans et écrit deux romans. Il obtient la nationalité française en 1953. Il part ensuite en Grèce.

### Décès
Gordon Merrick meurt d’un cancer du poumon à l’âge de 71 ans à Colombo, au Sri Lanka, le 27 mars 1988.

### Vie privée
Merrick rencontre en 1956 - il a alors 40 ans - un danseur et acteur américain de 27 ans, Charles Gerard Hulse, qui travaille alors à Paris. Ils s’installent ensemble l’année suivante. Ils sont séparés géographiquement durant quatre ans quand Hulse part aux États-Unis enseigner la danse dans le comté de Marin. Ils se retrouvent à Paris en 1960 et ne se quittent plus jusqu’à la mort de Merrick.

## Carrière littéraire

### Premier roman à succès
Son premier roman, The Strumpet Wind paraît en 1947 et connaît le succès aux États-Unis. Le roman, contenant des éléments autobiographiques, met en scène un espion américain homosexuel en France durant la guerre. La sexualité est peu présente dans le roman qui explore les concepts de liberté individuelle et de liberté. Le supérieur de l’espion est un homme bisexuel d’une grande beauté et sadique.
Avec l’argent gagné par les ventes de son roman, Merrick revient en France pour continuer à écrire. Il part ensuite en Grèce, et continue à écrire. Il publie trois autres romans entre 1947 et 1970, mais il ne retrouve pas le succès.

### Deuxième roman à succès
En 1970, 10 ans après s’être établi sur l’île d’Hydra en Grèce, Merrick publie son deuxième roman à succès, qui restera comme son livre le plus connu, The Lord Won’t Mind.
Le roman narre l’histoire de deux hommes jeunes, riches et beaux, Charlie Mills et Peter Martin qui tombent amoureux. Le livre suit le parcours de Charlie d’un homosexuel refoulé à une personne qui s’accepte. Charlie est terrifié par le rejet, en particulier celui de sa grand-mère rigide et moraliste, qu’il aime mais qui attend de lui qu’il se marie et ait des enfants.
Le livre apparaît dans la liste des meilleures ventes du New York Times pendant 16 semaines en 1970. Il devient le premier tome d’une trilogie avec One for the Gods (1971) et Forth into Light (1974).
Une version cinématographique de la trilogie est en développement depuis 2004, entrée en pré-production en 2018. L’écrivain Renatus Töpke et plus tard John Bernstein ont écrit et révisé le scénario basé sur les livres, tandis que Sven J. Matten, producteur et souhaitant réaliser le film, cherche un financement pour la production.
En tout, Merrick écrit 13 livres, mais seuls le premier et les derniers connurent le succès. Ses œuvres sont rarement incluses dans les anthologies, et peu d’études sur les auteurs homosexuels américains le mentionnent.

### Critique littéraire
Merrick rédige des critiques de livres et des articles pour The New Republic, Ikonos et d’autres périodiques.

## Critiques de l’œuvre
Les romans de Merrick sont souvent critiqués pour leur insistance sur les beaux hommes virils. Certains critiques défendent son style d’écriture comme authentique :
La beauté fait partie de la vie homosexuelle, une partie importante même – ces hommes ne passent pas toutes ces heures dans les salles de sport seulement pour les bienfaits cardiovasculaires. Cette « obsession » trouve ses racines dans notre définition fondamentale : nous sommes homosexuels parce que nous trouvons les hommes beaux. La beauté a ses dangers, bien sûr. Cela fait partie de notre réponse complexe, et c’est en fait cette complexité qui fait de la beauté un sujet valable et vital pour notre littérature.
Certains critiquent Merrick à cause de son romantisme évident ; d’autres le font parce qu’il saupoudre des scènes explicites de rapports sexuels homosexuels tout au long de ses romans.
Mais sous les beaux mecs blonds trop riches qui tombent amoureux sur la Côte d’Azur, se cachent des conceptualisations assez progressistes et même radicales de ce que signifie être gay, de la probabilité de réalisation de soi, de la politique identitaire et du rôle que le pouvoir joue dans les relations.

Dans ses œuvres ultérieures, Merrick a rejeté les rôles et les étiquettes socialement imposés, insistant pour que chaque homme homosexuel remette en question les hypothèses sous-jacentes à sa vie. Gordon Merrick a ouvert un nouveau terrain qui n’est devenu fertile que récemment. Un examen plus approfondi des œuvres de Merrick apportera sans aucun doute une compréhension plus riche des dynamiques sociales complexes qui construisent des réseaux de contrôle sur la sexualité humaine.